# Phreatobius cisternarum
Phreatobius cisternarum is een  straalvinnige vissensoort uit de familie van antennemeervallen (Heptapteridae). De wetenschappelijke naam van de soort is voor het eerst geldig gepubliceerd in 1905 door Goeldi.
De soort staat op de Rode Lijst van de IUCN als Onzeker, beoordelingsjaar 1996.